# ニコニコまんが劇場
「ニコニコまんが劇場」は1959年2月5日から同年4月30日まで、日本テレビ系列で放送されていたコンプレックス形式のアニメ番組。海外作品。全13回。

## 概要
後半枠へと移動したアニメコンプレックス形式番組で、内容はほとんど全くもないアニメ作品であるが、約30分形式番組としては欠かせない唯一の番組である。
ディズニー製作の短編アニメ「蒸気船ウィリー」や国外アニメ「バッグスバニー」をはじめ、日本国外ではもっとも唯一のアニメ番組が存在する。
日本テレビでは初となった国外アニメ第1号となり、その後も木曜7時枠のアニメ「タイガーマスク」が国産アニメとしては初となる。以降は非アニメ番組で「トニーの外人歌合戦」→「ハッスル!外人No.1」→「タッチ!タッチ!タッチ!」→「ヨーイ・ドン(第2期)」→「驚異のノンフィクションアワー」を連続放送し、1982年10月より「ときめきトゥナイト」からアニメ枠を再開した。以降は「伊賀野カバ丸」、「ミッキーマウスとドナルドダック」といったアニメ番組を放送していたが、1985年10月の改編に伴い、木曜7時枠のアニメを廃止した。「木曜スペシャル」を19:00－20:54に30分拡大することとなる。

## 提供
番組開始当初は壽屋（現：サントリー）の一社提供で放送されていたが、1959年3月からはエヴェレストヂャー(ナショナル魔法瓶工業)の単独提供となっていた。日本テレビ系では初となったエヴェレストヂャー単独提供番組であり、「あらあら旅館」から「やまかんヒット大賞」まで単独提供番組を続けることとなる。壽屋は次番組である1959年7月放送開始の「パパは何でも知っている」の月曜日の提供枠を再開した。

## 放送局
- 日本テレビ:木曜19:00‐19:30
- 読売テレビ:火曜18:15－18:45

| 日本テレビ放送網 木曜19:00 - 19:30枠 | 日本テレビ放送網 木曜19:00 - 19:30枠    | 日本テレビ放送網 木曜19:00 - 19:30枠 |
| 前番組                               | 番組名                                  | 次番組                               |
| ------------------------------------ | --------------------------------------- | ------------------------------------ |
| 雑草の歌                             | ニコニコまんが劇場 【同枠よりアニメ枠】 | ベティちゃん                         |